# Óscar Rodríguez Garaicoechea
Óscar Rodríguez Garaicoechea (Burlata, Navarra, 6 de maig de 1995) és un ciclista navarrès, professional des del 2017 i actualment a l'equip Ineos Grenadiers. En el seu palmarès destaca una victòria a la Volta a Espanya de 2018.

## Palmarès
- 2016
  - 1r a la Volta a Palència
- 2018
  - Vencedor d'una etapa a la Volta a Espanya

### Resultats a la Volta a Espanya
- 2018. 51è de la classificació general. Vencedor d'una etapa
- 2019. 22è de la classificació general

### Resultats al Giro d'Itàlia
- 2020. 45è de la classificació general
- 2023. Abandona (11a etapa)